# Chuanminshen violaceum
Chuanminshen violaceum är en flockblommig växtart som beskrevs av M.L.Sheh och R.H.Shan. Chuanminshen violaceum ingår i släktet Chuanminshen och familjen flockblommiga växter. Inga underarter finns listade i Catalogue of Life.